# Нальберчак, Юзеф
Юзеф Нальберчак (пол. Józef Nalberczak, 9 января 1926 г., Варшава, Польша — 18 декабря 1992 г., там же) — польский актёр театра и кино.

## Избранная фильмография
- 1948 — Моё сокровище / Skarb
- 1953 — Трудная любовь / Trudna miłość
- 1954 — Автобус отходит в 6.20 / Autobus odjeżdża 6:20
- 1954 — Валтасаров пир / Uczta Baltazara
- 1955 — Подгале в огне / Podhale w ogniu
- 1955 — Волшебный велосипед / Zaczarowany rower
- 1956 — Три женщины / Trzy kobiety
- 1960 — Счастливчик Антони / Szczęściarz Antoni
- 1961 — Дорога на запад / Droga na zachód
- 1965 — Пепел / Popioły
- 1965 — Всегда в воскресенье / Zawsze w niedzielę
- 1966 — Ад и небо / Piekło i niebo
- 1966 — 1970 Четыре танкиста и собака, реж. Конрад Наленцкий — Советский солдат Федор (Палки-Ёлки)
- 1967 — Преступник оставляет след / Morderca zostawia ślad
- 1967 — Ночь генералов / The Night of the Generals / La Nuit des généraux (Великобритания / Франция)
- 1967 — Вестерплатте / Westerplatte
- 1968 — Ставка больше, чем жизнь / Stawka większa niż życie (только в 9-й серии)
- 1968 — Одиночество вдвоем / Samotność we dwoje
- 1972 — Капризы Лазаря / Kaprysy Łazarza
- 1973 — Профессор на дороге / Profesor na drodze
- 1973 — Дорога / Droga
- 1973 — Чёрные тучи / Czarne chmury
- 1974 — Конец каникул / Koniec wakacji
- 1974 — Повышение / Awans
- 1974 — Сколько той жизни / Ile jest życia (только во 12-й серии)
- 1975 — Директора / Dyrektorzy
- 1976 — Брюнет вечерней порой / Brunet wieczorową porą
- 1976 — Далеко от шоссе / Daleko od szosy (только в 7-й серии)
- 1976 — Доложи, 07 / 07 zgłoś się (только во 2-й серии)
- 1977 — Кукла / Lalka
- 1977 — Солдаты свободы
- 1978 — Хэлло, Шпицбрудка / Hallo Szpicbródka
- 1978 — Что ты мне сделаешь, когда поймаешь / Co mi zrobisz jak mnie złapiesz
- 1986 — Время надежды / Czas nadziei
- 1987 — Маримонтская соната / Sonata marymoncka

## Признание
- 1945 — Бронзовый Крест Заслуги.
- 1955 — Серебряный Крест Заслуги.
- 1955 — Медаль «10-летие Народной Польши».
- 1966 — Нагрудный знак 1000-летия польского государства.
- 1973 — Награда Министра просвещения и воспитания ПНР.
- 1974 — Медаль «30-летие Народной Польши».
- 1976 — Кавалерский крест Ордена Возрождения Польши.
- 1976 — Заслуженный деятель культуры Польши.
- 1985 — Награда Министерства национальной обороны ПНР за совокупность творчества в театре и кино.
- 1985 — Медаль «40-летие Народной Польши».